# Borrowed Time (Computerspiel)
Borrowed Time ist ein Computerspiel des US-amerikanischen Entwicklerstudios Interplay Entertainment aus dem Jahr 1985. Es gehört zum Genre der Textadventures.

## Handlung
Die Handlung im Stil einer Detektivgeschichte des Krimigenres der Schwarzen Serie spielt in den Vereinigten Staaten der 1930er-Jahre. Die Spielerfigur ist der Privatdetektiv Sam Harlow. Seine Ex-Frau Rita Sweeney wurde entführt und er versucht, sie zu befreien. Dabei wird er von Gangstern verfolgt, die ihm nach dem Leben trachten. Für Harlow kommen etwa 20 Personen als Drahtzieher der fortwährenden Anschläge auf ihn in Frage.

## Spielprinzip
Borrowed Time ist ein Textadventure mit einer ergänzenden grafischen Bedienoberfläche. Die Steuerung erfolgt über die Tastatur; hilfsweise können viele Befehle und Objekte mit dem Joystick bzw. der Maus aus einem grafischen Menü ausgewählt werden. Die Fortbewegung erfolgt auf gleiche Weise; hier steht ein Auswahlfenster mit Himmelsrichtungen zur Verfügung. Das Spielgeschehen wird als Text dargestellt; ergänzend verfügt das Spiel über zweidimensionale, handgemalte Standbilder, die teilweise animiert sind und die Umgebung und das Spielgeschehen illustrieren. Der Spieler muss an den unterschiedlichen Handlungsorten zum Beispiel Verdächtige befragen und Beweisstücke sammeln, um das Spielziel zu erreichen. Bei manchen Spielaktionen besteht ein Zeitlimit für die Problemlösung.

## Entwicklungs- und Produktionsdetails
Produzenten des Spiels waren Brian Fargo und Michael Cranford. Der Titel wurde von Interplay für Activision produziert und war Bestandteil eines Vertrags über 100.000 US-Dollar, der insgesamt drei Adventures umfasste. Interplay-Gründer Fargo hatte bereits Erfahrung im Adventure-Genre: Sein erstes Spiel war das Adventure Demon's Forge, das 1981 für Apple II erschien. Der von Interplay verwendete Parser ist eine Entwicklung von Fargo und einem Mitarbeiter und hatte in einer Entwicklungsstufe ein Wörterbuch mit 250 Substantiven, 200 Verben und konnte Eingaben mit Präpositionen und indirekten Objekten auswerten. Dieselbe Engine wurde bereits bei den Vorgängerspielen Mindshadow und The Tracer Sanction eingesetzt. Die Texte und ein Großteil des Spieldesigns stammen von der Firma Subway Software, einer vom Spielejournalisten Bill Kunkel extra für Borrowed Time gegründeten Firma. Fargo lagerte die Schreibarbeit aus, da er das Gefühl hatte, dass niemand bei Interplay qualitativ hochwertige Prosa produzieren könne.
1990 veröffentlichte Mastertronic mit Hilfe einer Interplay-Lizenz das Spiel erneut, diesmal im Billigsegment und unter dem Titel Time To Die.

## Rezeption
Die Computerzeitschrift Happy Computer lobte vor allem die atmosphärisch stimmige Krimihandlung, die gelungenen Grafiken und die komfortable Steuerung. Rezensent Heinrich Lenhardt wertete, dass Borrowed Time dem Adventuregenre durch seine technischen Features neue Impulse gäbe. Co-Rezensent Boris Schneider-Johne kritisierte leichte Unzulänglichkeiten des Parsers. Die ASM lobte die „tolle Atmosphäre“ und die „einfache Bedienung“ des Spiels, das „reichlich bebildert“ sei und sich „fast wie ein lebendig gewordener Roman“ spiele.